# Protaetia taciturna
Protaetia taciturna är en skalbaggsart som beskrevs av Guérin-Méneville 1830. Protaetia taciturna ingår i släktet Protaetia och familjen Cetoniidae.

## Underarter
Arten delas in i följande underarter:
- P. t. longispina
- P. t. tacita